# Never Learn Not to Love
„Never Learn Not to Love“ je píseň americké skupiny The Beach Boys. Nahrána byla během září 1968 v soukromém studiu kapely v Los Angeles a vyšla v prosinci téhož roku jako B-strana singlu „Bluebirds over the Mountain“; o dva měsíce později vyšla na albu 20/20 (verze na albu je o necelou půlminutu delší a obsahuje delší instrumentální intro). Přestože je její autorství oficiálně připisováno Dennisovi Wilsonovi, jednomu z členů kapely, píseň ve skutečnosti vychází z písně „Cease to Exist“, jejímž autorem byl Wilsonův přítel, Charles Manson, později usvědčený zločinec. Manson píseň napsal přímo pro skupinu za účelem zlepšení vztahů mezi jejími členy. Verze, kterou kapela nakonec nahrála, je značně upravená, mj. slova „cease to exist“ z původního názvu byla změněna na „cease to resist“. Mansonova verze písně vyšla na jeho desce Lie: The Love and Terror Cult (1970).